# Tokyo Rose (中森明菜の曲)
「Tokyo Rose」（トーキョー・ローズ）は、日本の歌手中森明菜が″AKINA″名義で発表した楽曲。この楽曲は中森の32枚目のシングルとして、1995年11月1日にMCAビクターよりリリースされた (8cmCD: MVDD-10017)。

## 背景
「Tokyo Rose」は、1995年12月6日発売の3枚組のベスト・アルバム『true album akina 95 best』からの先行シングルとして、1995年11月1日にCDシングル (8cmCD: MVDD-10017)で発売され、中森がAKINA名義でリリースした楽曲である。本作のプロデュースには、アメリカ合衆国のロカビリーバンドである元ストレイ・キャッツのブライアン・セッツァーを迎えた。ブライアンは本作のギタリストとしても参加している。「Tokyo Rose」は、Masakiが作曲を手掛け、ブライアンによって編曲された。また、この楽曲の作詞は、中森とともに、当時、日本のロカビリーバンドのMAGICのメンバーであった上澤津孝との共作である。シングルA面での中森の作詞はこの楽曲が初である。「Tokyo Rose」は中森にとって自身初となるロカビリー楽曲で、中森はこの楽曲のために、ヘアスタイルをベリーショートにした。「Tokyo Rose」はミュージック・ビデオも制作され、2008年2月リリースのベスト・アルバム『歌姫伝説 〜90's BEST〜』に収録された。MAGICと中森は、音楽番組やこの楽曲のミュージック・ビデオに加え、本作リリース後の1995年12月にベスト・アルバム『true album akina 95 best』を引っ提げて行われた中森明菜 TRUE LIVEでも共演している。その後、上澤津ら率いるバンドwfaceによる「Tokyo Rose」が、2003年3月発表のアルバム『Super Rock'a Beat』に収録された。
シングル盤「Tokyo Rose」の2曲目として発表された「優しい関係」は、夏野芹子による作詞と、「Tokyo Rose」でアレンジを手掛けたブライアンが作曲と編曲を手掛けた楽曲である。

## チャート成績
この楽曲は、オリコン週間シングルチャートの1995年11月13日付で初登場し、最高順位32位を記録した。同チャートには、計4週に渡ってランクインしている。

## 収録曲
| #         | タイトル                | 作詞               | 作曲         | 編曲         | 時間  |
| --------- | ----------------------- | ------------------ | ------------ | ------------ | ----- |
| 1.        | 「Tokyo Rose」          | 中森明菜・上澤津孝 | Masaki       | Brian Setzer | 4:10  |
| 2.        | 「優しい関係」          | 夏野芹子           | Brian Setzer | Brian Setzer | 3:22  |
| 3.        | 「Tokyo Rose」(KARAOKE) |                    |              |              | 4:10  |
| 4.        | 「優しい関係」(KARAOKE) |                    |              |              | 3:22  |
| 合計時間: | 合計時間:               | 合計時間:          | 合計時間:    | 合計時間:    | 15:04 |

## クレジット
「Tokyo Rose」、『true album akina 95 best』のライナー・ノーツより
- Performed, Recorded and Produced by Brian Setzer
- Brian Setzer appears coutesy of TOSHIBA EMI LIMITED
- GUITAR: Brian Setzer
- BASS: JOHNY BAZ
- DRUMS: BILL BATEMAN
- ENGINEERED BY BRAD HAEHNEL
- MIXED BY HEIN HOVEN
- RECORDED AT OCEAN WAY RECORDING
- MIXED AT B5 STUDIO

## 収録アルバム
Tokyo Rose
- 『true album akina 95 best』[5][2]
- 『la alteración+4』[19]
- 『歌姫伝説 〜90's BEST〜』[12][20]

優しい関係
- 『la alteración+4』[19]
- 『歌姫伝説 〜90's BEST〜』[12]